# Klewakinskoje (rejon rieżewski)
Klewakinskoje (ros. Клевакинское) – wieś (sieło) w Rosji, w obwodzie swierdłowskim, w rejonie rieżewskim. W 2010 liczyła 1202 mieszkańców.